# Pedro Bórquez
Pedro Bórquez Oberreuter; (Puerto Montt, 2 de mayo de 1900 - Santiago, 3 de diciembre de 1963) fue un abogado y político radical chileno. Hijo de Sandalio Bórquez y Rosa Oberreuter, y hermano de la escritora Teresa Bórquez. Contrajo matrimonio con Laura Chevesich.
Estudió en el Liceo de Puerto Montt, Instituto Barros Arana y en el Liceo de Aplicación. Luego ingresó a la Facultad de Derecho de la Universidad de Chile. Se tituló de abogado el 2 de septiembre de 1927, su tesis trató sobre “Cuestiones prejudiciales y previas en el juicio criminal”.
Se dedicó a ejercer su profesión en la ciudad de Santiago. Como agricultor, explotó el fundo “El Retiro” ubicado en la comuna de San José de Maipo. Además, fue socio en la explotación del fundo maderero “Chaitén” en la provincia de Chiloé. Miembro de la Comisión Reformadora del Código de Procedimiento Penal y enviado extraordinario a la transmisión del mando de Bolivia.
Militó en el Partido Radical, ingresó en el año 1917. Fue secretario general y vicepresidente de esa colectividad política. Desde 1931 fue miembro de la Junta Central Radical de Santiago. Participó de la Junta de Vecinos de la misma ciudad.
Fue elegido Diputado por la 24ª agrupación departamental de Llanquihue, Puerto Varas, Maullín, Calbuco y Aysén, para el período 1941-1945. Integró las comisiones de Relaciones Exteriores; y Constitución, Legislación y Justicia, de esta última fue su presidente.
Socio del Club Radical. Presidente del Consejo del diario “La Hora” (1947-1948).